# Jurinea lasiopoda
Jurinea lasiopoda là một loài thực vật có hoa trong họ Cúc. Loài này được Trautv. mô tả khoa học đầu tiên năm 1883.